# Gmina Petrovsko
Gmina Petrovsko (chorw. Općina Petrovsko) – gmina w Chorwacji, w żupanii krapińsko-zagorskiej. W 2011 roku liczyła 2656 mieszkańców.